# Wald-Moschusspitzmäuse
Die Wald-Moschusspitzmäuse (Sylvisorex) sind eine im zentralen Afrika lebende Spitzmausgattung mit 15 Arten.
Die Spitzmäuse dieser Gattung sind relativ klein, sie erreichen Kopfrumpflängen von 45 bis 100 Millimetern und ein Gewicht von 3 bis 12 Gramm. Die Länge des Schwanzes ist variabel, bei manchen Arten ist er nur halb so lang wie der Körper, bei anderen annähernd gleich lang. Das lange, seidige Fell dieser Tiere ist an der Oberseite grau gefärbt, die Unterseite ist etwas heller. Die Haare auf dem Schwanz sind im Gegensatz zu den Vertretern der Dickschwanzspitzmäuse kurz.
Das Verbreitungsgebiet dieser Gattung erstreckt sich von Nigeria bis Uganda und Tansania. Lebensraum dieser Tiere sind größtenteils Wälder. Viele Arten sind vorwiegend Baumbewohner und halten sich meist im Geäst auf, andere leben vermutlich zeitweise auf dem Boden. Aufgrund der fortschreitenden Waldrodungen gelten einige Arten als gefährdet oder bedroht.

## Arten
Die genaue Artanzahl ist noch immer ungeklärt. Wilson & Reeder (2005) unterscheiden folgende zwölf Arten, dazu kommen noch drei neu beschriebene Arten:
- Sylvisorex akaibei ist im Norden des Kongobeckens zu Hause[3].
- Die Kamerun-Waldmoschusspitzmaus (Sylvisorex camerunensis) ist nur vom Kamerunberg bekannt. Die Art gilt laut IUCN als gefährdet (vulnerable).
- Sylvisorex corbeti lebt in Nigeria[4]
- Grants Waldmoschusspitzmaus (Sylvisorex granti) ist von der Demokratischen Republik Kongo bis Kenia und Tansania verbreitet.
- Die Howell-Waldspitzmaus (Sylvisorex howelli) ist nur von wenigen Orten in Tansania bekannt.
- Die Bioko-Waldspitzmaus (Sylvisorex isabellae) ist auf der Insel Bioko endemisch und gilt als stark gefährdet (endangered).
- Die Johnstons-Wald-Moschusspitzmaus (Sylvisorex johnstoni) ist von Kamerun bis Tansania verbreitet.
- Die Kongana-Wald-Moschusspitzmaus (Sylvisorex konganensis) lebt im Kongobecken und wurde erst in den 1990er-Jahren wissenschaftlich beschrieben.
- Die Mond-Waldspitzmaus (Sylvisorex lunaris) lebt im Osten der Demokratischen Republik Kongo, in Ruanda, Burundi und Uganda.
- Die Kamerunberg-Waldspitzmaus (Sylvisorex morio) lebt nur auf dem Kamerunberg und gilt als stark gefährdet (endangered).
- Die Große Waldspitzmaus (Sylvisorex ollula) ist vom östlichen Nigeria bis zur Demokratischen Republik Kongo verbreitet.
- Die Kleine Waldspitzmaus (Sylvisorex oriundus) lebt im Nordosten der Demokratischen Republik Kongo.
- Sylvisorex silvanorum lebt im Bamenda-Hochland, Kamerun[5]
- Die Korup-Waldmoschusspitzmaus (Sylvisorex pluvialis) aus der Zentralafrikanischen Republik wurde erst 1996 wissenschaftlich beschrieben.
- Die Vulkan-Zwergspitzmaus (Sylvisorex vulcanorum) lebt im Osten der Demokratischen Republik Kongo, in Ruanda, Burundi und Uganda.

Eine weitere Art, S. megalura, wird heute in die Gattung Suncus eingeordnet.